# Gare du Vernet-d’Ariège
Gare du Vernet-d’Ariège – przystanek kolejowy w Le Vernet, w departamencie Ariège, w regionie Oksytania, we Francji.
Został otwarty w 1861 przez Compagnie des chemins de fer du Midi et du Canal latéral à la Garonne. Jest przystankiem kolejowym Société nationale des chemins de fer français (SNCF), obsługiwany przez pociągi TER Midi-Pyrénées.

## Położenie
Znajduje się na wysokości 260 m n.p.m., na km 56,024 linii Portet-Saint-Simon – Puigcerda, pomiędzy stacjami Saverdun i Pamiers.